# ネメグトマイア
ネメグトマイア（学名：Nemegtomaia、「ネメグトのよい母」の意）は、後期白亜紀のモンゴルに生息していた、オヴィラプトロサウルス類の属の一つである。全長は1.5メートルあった。2004年、呂君昌によって発表された。タイプ種はNemegtomaia barsboldi。
1996年、日本・中国・モンゴルが行った発掘調査で、当時ワイオミング大学の学生だった小林快次によって発見された。その後、新たに卵が入った巣と一緒に大人の化石が発見された。前足が短く、指のうちの一本が太く長いのが特徴。キチパチに近い恐竜だった。